# Aerovías Quisqueyana
Aerovías Nacionales Quisqueyana, también conocida simplemente como Quisqueyana, era una línea aérea de la República Dominicana con base en el Aeropuerto Internacional Las Américas de Santo Domingo, fundada en 1962. Operó en las décadas de 1960 y 1970, ofreciendo vuelos en su mayoría a Estados Unidos y Europa. Quisqueyana competía directamente con Dominicana de Aviación, en ese momento la compañía de bandera del país. Quisqueyana se convirtió en la segunda aerolínea de la República Dominicana, pero al final perdió cuota de mercado por la fuerte competencia de Dominicana. En 1978 suspendió todos los vuelos y cerró, aunque técnicamente su licencia de aerolínea siguió vigente hasta 1993.

## Historia
Aerovías Quisqueyana fue fundada en septiembre de 1962 pero comenzó el 9 de agosto del año siguiente. Usaron Douglas DC-3 para las operaciones de vuelo de Santo Domingo a San Juan y Miami. En 1964 integraron un Curtiss C-46 a flota para el sector de transporte de mercancías. La llegada de los Lockheed Constellation L-049 y L-749 en enero de 1967 amplió su red de rutas considerablemente, y así llegó a destinos como Aruba, Curazao y Puerto Príncipe. Aerovías Quisqueyana fueron los últimos en usar los Lockheed Constellation. En 1974 la aerolínea se hizo con un Douglas DC-8 e hicieron campaña con el lema "Fly The Big Q". Dos años más tarde, un Boeing-707 y un poco más tarde, un Boeing 720. 
Estos aviones servían para destinos como Madrid, Atenas, Roma, Estambul, Teherán y Baréin. El 19 de enero de 1978 Aerovías Quisqueyana llevó el último vuelo del mundo regular de pasajeros con un Lockheed Constellation de Santo Domingo a San Juan y viceversa. En el año 1978 los aviones restantes de la compañía fueron devueltos al arrendador y así perdido la huella de Aerovías Quisqueyana. Aerovías Quisqueyana cerraría formalmente en 1993 cuando su licencia expiró.

## Antiguos destinos
En 1976 Aerovías Quisqueyana operaba los siguientes destinos:
| Países                    | Destinos           | Aeropuertos                                         |
| Norteamérica              | Norteamérica       | Norteamérica                                        |
| ------------------------- | ------------------ | --------------------------------------------------- |
| Estados Unidos            | Houston            | Aeropuerto Intercontinental George Bush             |
| Estados Unidos            | Los Ángeles        | Aeropuerto Internacional de Los Ángeles             |
| Estados Unidos            | Miami              | Aeropuerto Internacional de Miami                   |
| Estados Unidos            | San Francisco      | Aeropuerto Internacional de San Francisco           |
| México                    | Ciudad de México   | Aeropuerto Internacional de la Ciudad de México     |
| Centroamérica y el Caribe |                    |                                                     |
| Panamá                    | Ciudad de Panamá   | Aeropuerto Internacional de Tocumen                 |
| Puerto Rico               | San Juan           | Aeropuerto Internacional Luis Muñoz Marín           |
| República Dominicana      | Santo Domingo      | Aeropuerto Internacional Las Américas HUB           |
| Sudamérica                |                    |                                                     |
| Colombia                  | Bogotá             | Aeropuerto Internacional El Dorado                  |
| Perú                      | Lima               | Aeropuerto Internacional Jorge Chávez               |
| Venezuela                 | Caracas            | Aeropuerto Internacional de Maiquetía Simón Bolívar |
| Europa                    |                    |                                                     |
| Alemania                  | Fráncfort del Meno | Aeropuerto de Fráncfort del Meno                    |
| España                    | Madrid             | Aeropuerto de Madrid-Barajas                        |
| Francia                   | París              | Aeropuerto de París-Charles de Gaulle               |
| Grecia                    | Atenas             | Aeropuerto Internacional Eleftherios Venizelos      |
| Italia                    | Roma               | Aeropuerto de Roma-Fiumicino                        |
| Reino Unido               | Londres            | Aeropuerto de Londres-Heathrow                      |
| Suiza                     | Zúrich             | Aeropuerto Internacional de Zúrich                  |
| Asia                      |                    |                                                     |
| Egipto                    | El Cairo           | Aeropuerto Internacional de El Cairo                |
| Jordania                  | Amán               | Aeropuerto Internacional Reina Alia                 |
| Líbano                    | Beirut             | Aeropuerto Internacional Rafic Hariri               |
| Siria                     | Damasco            | Aeropuerto Internacional de Damasco                 |

## Flota histórica
Durante los años de su existencia, Quisqueyana operó las siguientes aeronaves:
| Aeronaves                    | Total | Introducido | Retirado | Matrículas                                                                   |
| ---------------------------- | ----- | ----------- | -------- | ---------------------------------------------------------------------------- |
| Boeing 707                   | 4     | 1974        | 1978     | N716HH, N731JP (rrg. N731BA y N731JP), N702TA y N706TA                       |
| Boeing 720                   | 1     | 1977        | 1978     | N7207U                                                                       |
| Convair 880                  | 1     | 1978        | 1978     | N8813E (nunca llega a operar en Quisqueyana)                                 |
| Curtiss C- 46 Commando       | 3     | 1962        | c. 1970  | HI-77, HI-89 y HI-80                                                         |
| Douglas DC-3                 | 10    | 1962        | 1975     | HI-159, HI-89, HI-115, N44993, HI-252, N18101, HI-117, HI-64, HI-78 y HI-221 |
| Douglas DC-8                 | 3     | 1974        | 1978     | N8605, N8610 y N7183C                                                        |
| Lockheed L-049 Constellation | 3     | 1965        | 1978     | HI-260, N9414H y HI-270                                                      |
| Lockheed L-749 Constellation | 3     | 1966        | 1978     | HI-140, HI-207 y HI-129                                                      |

## Accidentes e incidentes
- El 26 de enero de 1971, un intento de secuestro se produjo a bordo de un Lockheed Constellation. Una persona exigió ser llevado a Cuba, pero fue dominado rápidamente por los pasajeros.

- El 31 de agosto de 1979, un Lockheed Constellation (HI-260) fue destruido durante el huracán David. La aeronave abandonada había sido estacionado Aeropuerto Internacional las Américas en Santo Domingo después de la desaparición de la línea aérea.